# Goincourt
Goincourt és un municipi francès, situat al departament de l'Oise i a la regió dels Alts de França. L'any 2007 tenia 1.258 habitants.

## Demografia

### Població
El 2007 la població de fet de Goincourt era de 1.258 persones. Hi havia 510 famílies de les quals 100 eren unipersonals (52 homes vivint sols i 48 dones vivint soles), 207 parelles sense fills, 159 parelles amb fills i 44 famílies monoparentals amb fills.
La població ha evolucionat segons el següent gràfic:
Habitants censats

### Habitatges
El 2007 hi havia 544 habitatges, 515 eren l'habitatge principal de la família, 6 eren segones residències i 23 estaven desocupats. 522 eren cases i 20 eren apartaments. Dels 515 habitatges principals, 438 estaven ocupats pels seus propietaris, 70 estaven llogats i ocupats pels llogaters i 8 estaven cedits a títol gratuït; 4 tenien una cambra, 17 en tenien dues, 75 en tenien tres, 153 en tenien quatre i 266 en tenien cinc o més. 417 habitatges disposaven pel capbaix d'una plaça de pàrquing. A 225 habitatges hi havia un automòbil i a 253 n'hi havia dos o més.

### Piràmide de població
La piràmide de població per edats i sexe el 2009 era:
| Homes | Edats   | Dones |
| ----- | ------- | ----- |
| 0     | 95 o +  | 0     |
| 4     | 90 a 94 | 0     |
| 0     | 85 a 89 | 8     |
| 8     | 80 a 84 | 4     |
| 36    | 75 a 79 | 20    |
| 16    | 70 a 74 | 36    |
| 36    | 65 a 69 | 36    |
| 44    | 60 a 64 | 28    |
| 24    | 55 a 59 | 36    |
| 68    | 50 a 54 | 60    |
| 48    | 45 a 49 | 32    |
| 24    | 40 a 44 | 44    |
| 48    | 35 a 39 | 60    |
| 64    | 30 a 34 | 48    |
| 28    | 25 a 29 | 40    |
| 5     | 20 a 24 | 16    |
| 56    | 15 a 19 | 28    |
| 28    | 10 a 14 | 68    |
| 40    | 5 a 9   | 52    |
| 36    | 0 a 4   | 28    |

## Economia
El 2007 la població en edat de treballar era de 787 persones, 569 eren actives i 218 eren inactives. De les 569 persones actives 540 estaven ocupades (280 homes i 260 dones) i 29 estaven aturades (17 homes i 12 dones). De les 218 persones inactives 113 estaven jubilades, 64 estaven estudiant i 41 estaven classificades com a «altres inactius».

### Ingressos
El 2009 a Goincourt hi havia 522 unitats fiscals que integraven 1.309 persones, la mediana anual d'ingressos fiscals per persona era de 21.996 €.

### Activitats econòmiques
Dels 43 establiments que hi havia el 2007, 1 era d'una empresa alimentària, 1 d'una empresa de fabricació d'altres productes industrials, 11 d'empreses de construcció, 10 d'empreses de comerç i reparació d'automòbils, 2 d'empreses de transport, 3 d'empreses d'hostatgeria i restauració, 1 d'una empresa d'informació i comunicació, 1 d'una empresa financera, 1 d'una empresa immobiliària, 2 d'empreses de serveis, 5 d'entitats de l'administració pública i 5 d'empreses classificades com a «altres activitats de serveis».
Dels 20 establiments de servei als particulars que hi havia el 2009, 3 eren tallers de reparació d'automòbils i de material agrícola, 2 paletes, 1 guixaire pintor, 3 fusteries, 3 lampisteries, 2 electricistes, 3 perruqueries, 2 restaurants i 1 tintoreria.
Dels 4 establiments comercials que hi havia el 2009, 1 era, 1 una botiga de menys de 120 m², 1 una fleca i 1 una peixateria.
L'any 2000 a Goincourt hi havia 5 explotacions agrícoles.

## Equipaments sanitaris i escolars
L'únic equipament sanitari que hi havia el 2009 era una farmàcia.
El 2009 hi havia una escola elemental.

## Poblacions més properes
El següent diagrama mostra les poblacions més properes.